# Máximo Perrone
Máximo Perrone (sinh ngày 7 tháng 1 năm 2003) là một cầu thủ bóng đá chuyên nghiệp người Argentina hiện đang thi đấu ở vị trí Tiền vệ phòng ngự cho câu lạc bộ Las Palmas tại La Liga theo dạng cho mượn từ Manchester City và Đội tuyển bóng đá quốc gia Argentina.

## Sự nghiệp câu lạc bộ

### Vélez Sarsfield
Perrone ra mắt chuyên nghiệp cho Vélez Sarsfield vào ngày 6 tháng 3 năm 2022 trong trận đấu với Estudiantes. Vào ngày 18 tháng 5 năm 2022, anh ghi bàn thắng đầu tiên trong sự nghiệp bóng đá chuyên nghiệp của mình tại Copa Libertadores trước Nacional.

### Manchester City
Vào ngày 23 tháng 1 năm 2023, Perrone ký hợp đồng 5 năm rưỡi với câu lạc bộ Manchester City với giá trị khoảng 8 triệu bảng và sẽ gia nhập câu lạc bộ khi Giải vô địch bóng đá U-20 Nam Mỹ kết thúc. Vào ngày 25 tháng 2 năm 2023, anh có trận ra mắt Premier League trong chiến thắng 4–1 của Man City trước Bournemouth khi vào sân thay cho Erling Haaland ở phút thứ 72.

## Sự nghiệp quốc tế
Perrone đã thi đấu quốc tế cho Argentina ở các cấp độ U-16 và U-20.
Vào tháng 3 năm 2023, anh lần đầu tiên được huấn luyện viên trưởng Lionel Scaloni triệu tập vào Đội tuyển bóng đá quốc gia Argentina cho hai trận giao hữu với Panama và Curaçao.

## Thống kê sự nghiệp

### Câu lạc bộ
Tính đến ngày 28 tháng 2 năm 2023.
| Câu lạc bộ          | Mùa giải            | Giải đấu                   | Giải đấu | Giải đấu | Cúp quốc gia | Cúp quốc gia | Cúp liên đoàn | Cúp liên đoàn | Châu lục | Châu lục | Khác | Khác | Tổng | Tổng |
| Câu lạc bộ          | Mùa giải            | Hạng                       | Trận     | Bàn      | Trận         | Bàn          | Trận          | Bàn           | Trận     | Bàn      | Trận | Bàn  | Trận | Bàn  |
| ------------------- | ------------------- | -------------------------- | -------- | -------- | ------------ | ------------ | ------------- | ------------- | -------- | -------- | ---- | ---- | ---- | ---- |
| Vélez Sarsfield     | 2022                | Argentine Primera División | 15       | 2        | 1            | 0            | 7             | 0             | 10       | 1        | —    | —    | 33   | 3    |
| Manchester City     | 2022–23             | Premier League             | 1        | 0        | 1            | 0            | 0             | 0             | 0        | 0        | 0    | 0    | 2    | 0    |
| Tổng cộng sự nghiệp | Tổng cộng sự nghiệp | Tổng cộng sự nghiệp        | 16       | 2        | 2            | 0            | 7             | 0             | 10       | 1        | 0    | 0    | 35   | 3    |

1. ↑  Ra sân tại Copa Libertadores

### Quốc tế
Tính đến ngày 4 tháng 3 năm 2023
| Đội tuyển quốc gia | Năm  | Trận | Bàn |
| ------------------ | ---- | ---- | --- |
| Argentina          | 2023 | 0    | 0   |
| Tổng               | Tổng | 0    | 0   |

## Danh hiệu
Manchester City
- FA Cup: 2022–23
- UEFA Champions League: 2022–23
- UEFA Super Cup: 2023